# Eppur Si Muove
Eppur Si Muove — третий полноформатный альбом немецкой симфоник-метал-группы Haggard. Выпущен 26 апреля 2004 года лейблом Drakkar Entertainment.
Как и предыдущий альбом группы, Eppur Si Muove альбом является концептуальным. Он посвящён итальянскому учёному Галилео Галилею: истории его жизни, его работам и его непростым отношениям с церковью.
Альбом записан в студии Rothrecording-Studios. Первоначально его планировалось выпустить 24 ноября 2003 года, но процесс записи затянулся и дата релиза была несколько раз перенесена.

## Название
В качестве названия альбома было использовано изречение «Eppur Si Muove» (с итал. — «И всё-таки она вертится!»), согласно легенде, произнесённое Галилеем после того, как он был вынужден под угрозой пытки отречься от ранее поддержанной им гелиоцентрической теории Коперника.

## Список композиций
| №  | Оригинальное название           | Перевод                  | Музыка             | Слова        | Время |
| 1  | «All’inizio è la morte»         | В начале была смерть     | Азиз Нассери       | Азиз Нассери | 6:50  |
| 2  | «Menuetto In Fa-Minore»         | Менуэт в фа-миноре       | Роберт фон Грединг | —            | 1:16  |
| 3  | «Per Aspera Ad Astra»           | Через тернии к звёздам   | Азиз Нассери       | Азиз Нассери | 6:40  |
| 4  | «Of a Might Divine»             | Божественного могущества | Азиз Нассери       | Азиз Нассери | 8:20  |
| 5  | «Gavotta in Si-Minore»          | Гавот в си-миноре        | Роберт фон Грединг | —            | 0:58  |
| 6  | «Herr Mannelig»                 | Герр Маннелиг            | народная           | Азиз Нассери | 4:50  |
| 7  | «The Observer»                  | Наблюдатель              | Азиз Нассери       | Азиз Нассери | 4:40  |
| 8  | «Eppur Si Muove»                | И всё-таки она вертится! | Азиз Нассери       | Азиз Нассери | 8:19  |
| 9  | «Larghetto / Epilogo Adagio»    | Ларгэтто / Эпилог адажио | Ганс Вольф         | —            | 2:12  |
| 10 | «Herr Mannelig» (Short Version) | Герр Маннелиг            | народная           | Азиз Нассери | 6:10  |

## Ограниченное издание
Ограниченным тиражом вышла версия альбома, содержащая в качестве дополнения два бонус-трека:
1. «De La Morte Noir» — 7:59
2. «Robin’s Song» — 4:36

К изданию также прилагается DVD с пятью видеозаписями выступления группы на фестивале Wacken Open Air 1998 и бонусным видеоклипом:
1. «Requiem»
2. «In A Pale Moon’s Shadow»
3. «Cantus Firmus»
4. «De La Morte Noir»
5. «Lost (Robin)»
6. «In a Pale Moon’s Shadow» (bonus video clip)